# 관초요

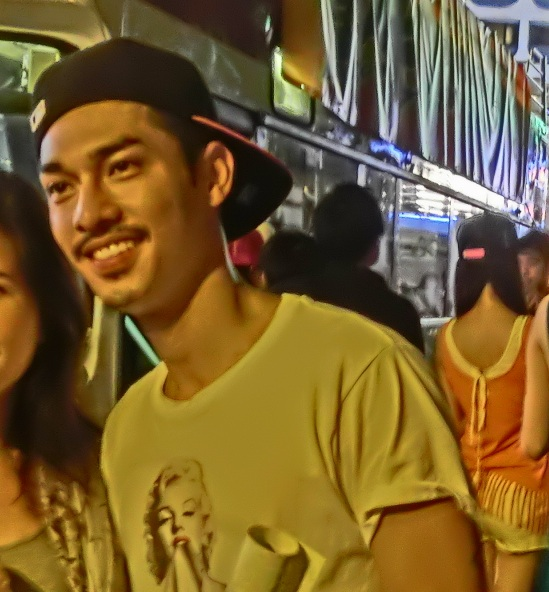

관초요(Kelvin Kwan, 1983년 3월 24일 ~ )는 중화인민공화국의 가수, 배우, 텔레비전 배우이다.
캐나다에서 태어났다.

## 영화
- 동수 (2017년)
- 원 나이트 인 타이페이 (2015년)
- 유혹 (2014년)
- 마이 새시 허비 (2012년)
- 쾌락지구2 (2012년)
- 친애적 (2008년)
- 절대쌍교 (2008년)